# 中國香港保齡球總會
中國香港保齡球總會（英語：Hong Kong, China Tenpin Bowling Congress），成立於1968年，並於1978年起獲香港體育協會暨奧林匹克委員會確認為代表香港保齡球運動的法定團體，可選派代表隊代表香港參加國際運動會的保齡球比賽。總會的宗旨為發展及推廣保齡球運動。

## 組織架構
| - 贊助人： 余潤興先生 - 名譽顧問： 彭沖先生 - 永遠名譽會長： 許晉奎太平紳士 高寶堃先生 關量才先生 - 名譽會長： 盧潤森先生 呂耀光先生 曾黃德從女士 | 執委會 - 主席： 劉掌珠太平紳士 - 副主席： 趙錦明先生 黃家聲先生 - 名譽秘書： 黃錫輝先生 - 名譽財政： 岑黃麗芬女士 - 公關： 劉鐵鏵先生 - 執委會委員： 潘鳳明女士 張榮傑先生 鄧偉賢先生 |

## 歷史
- 1968年：成立。
- 1975年：開始舉辦香港國際保齡球公開賽[4]。
- 1978年：首次派出運動員代表香港參加曼谷亞運會，並奪得一銀兩銅的佳績。
- 1986年：車菊紅於漢城亞運會中為香港奪得史上第一面亞運金牌[5]。
- 1986年：成為香港體育協會暨奧林匹克委員會會員。
- 2003年：首次主辦「明日之星–潛質保齡球運動員甄選計劃」，發掘有潛質的保齡球手[6]。

## 外部連結
- 官方网站
- 中國香港保齡球總會的Facebook專頁